# Paolo Thaon di Revel

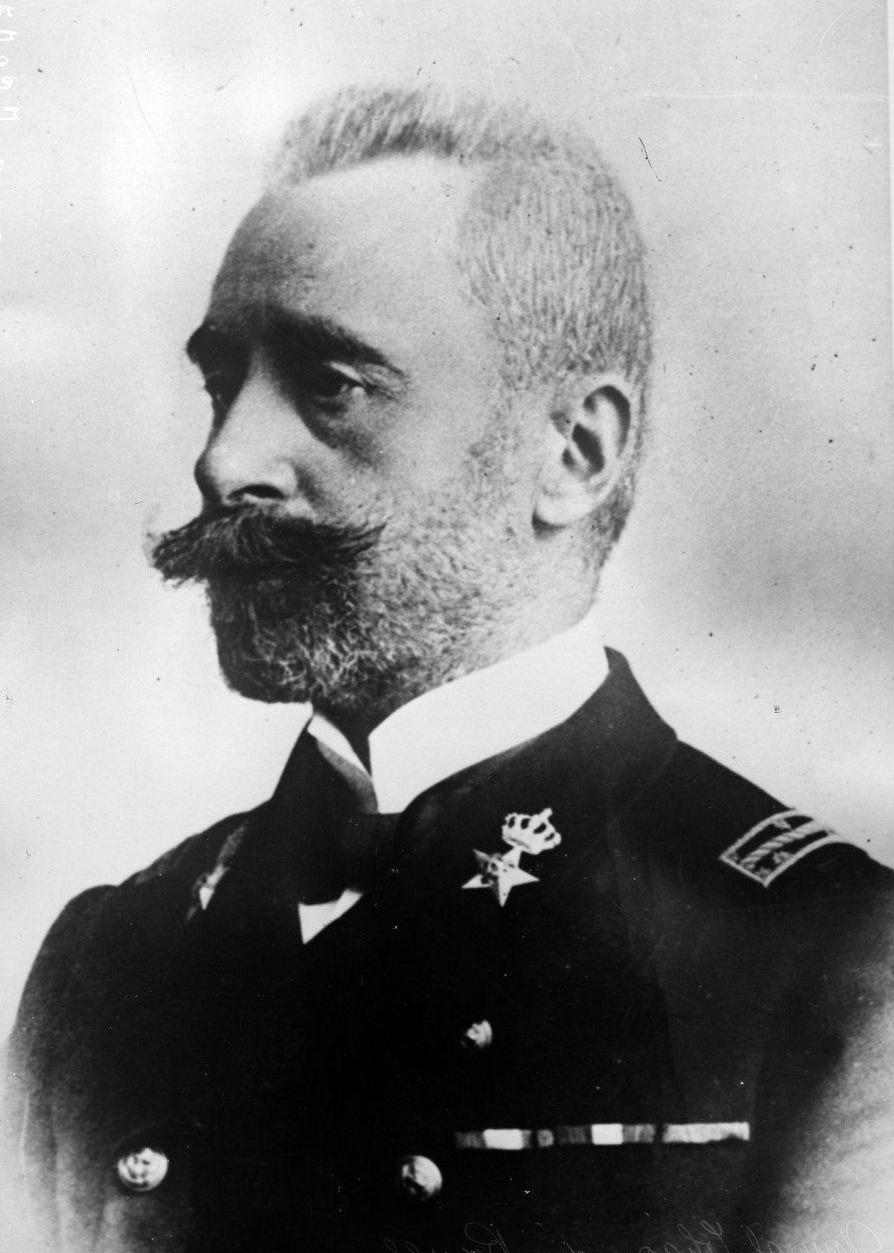
Admiral Thaon di Revel um 1919

Paolo Thaon di Revel, seit 1923 Duca del Mare (* 10. Juni 1859 in Turin; † 24. März 1948 in Rom), war ein italienischer Großadmiral und Senator. Er entstammte der Adelsfamilie Thaon di Revel, die im Lauf der Zeit zahlreiche hochrangige Offiziere hervorbrachte.

## Leben
Paolo Thaon di Revel, Sohn des Politikers Ottavio Thaon di Revel, besuchte die Offizierschulen der Marine in Neapel und Genua und wurde 1877 Leutnant zur See. Von 1879 bis 1882 umrundete er an Bord der Fregatte Garibaldi die Welt. Von 1896 bis 1900 war er als Korvettenkapitän und Fregattenkapitän Adjutant von König Umberto I. Im Jahr 1911 befehligte er einen Flottenverband, der im italienisch-türkischen Krieg Tripolis, Beirut und die Dardanellen beschoss. Von 1913 bis 1915 verstärkte er als Admiralstabschef die Torpedoboot- und die U-Boot-Waffe und baute die Marinefliegertruppe auf. Im Oktober 1915 trat er wegen Meinungsverschiedenheiten über die Seekriegsführung als Admiralstabschef zurück und wurde Befehlshaber der in Venedig liegenden Flottenkräfte und das dortige Küstenabschnittskommando. Im Februar 1917 wurde er erneut Admiralstabschef und zugleich Flottenchef und löste damit Luigi Amedeo di Savoia-Aosta, duca degli Abruzzi ab. Im gleichen Monat wurde Thaon di Revel zum Senator nominiert.
Im Ersten Weltkrieg wollte Thaon di Revel mit der Schlachtflotte nur dann Entscheidungen suchen, wenn eine klare Überlegenheit gegeben war. Da sich die Österreicher ähnlich verhielten, kam es in der Adria zu keinen größeren Seeschlachten. Thaon di Revel hielt viel von Kleintorpedo- und U-Booten, weswegen er diesen Einheiten im Einsatz den Vorzug gab. Mit diesen und ähnlichen Mitteln versenkten Offiziere wie Luigi Rizzo u. a. drei Schlachtschiffe. Die restliche Flotte beteiligte sich zusammen mit den verbündeten Franzosen und Briten an der Blockade in der südlichen Adria. Im November 1918 leitete Thaon di Revel eine groß angelegte amphibische Operation ein, mit der vorübergehend etliche strategisch wichtige Häfen und Inseln in Dalmatien besetzt wurden, um Italien gegenüber seinen verbündeten Rivalen die Kontrolle über die Adria zu sichern. Gegenüber Frankreich und dem Vereinigten Königreich verteidigte er italienische Interessen unnachgiebig. Auch gegenüber seinen untergeordneten Offizieren war er fordernd und hart.
Im November 1919 gab Thaon di Revel seinen Posten als Chef des Admiralstabs und der Flotte ab und übernahm bis Mai 1920 den Posten des Generalinspekteurs der Marine. Danach leitete er das sogenannte Admiralskomitee, ein Beratungsgremium. 1921 vertrat Thaon di Revel die italienische Marine auf der Washingtoner Flottenkonferenz. Im Oktober 1922 wurde er Marineminister im Kabinett Mussolini. Im Mai 1925 trat Thaon di Revel von seinem Ministerposten zurück, weil er gegen die Einrichtung des neuen Generalstabes der Streitkräfte war, dessen Führung Pietro Badoglio und andere Heeresoffiziere übernehmen sollten.
Für Kriegsverdienste erhielt Paolo Thaon di Revel von König Viktor Emanuel III. am 24. Mai 1923 den Titel eines Duca del Mare („Herzog der See“), am 4. November 1924 wurde er zum Großadmiral befördert. Zu seinen Auszeichnungen gehörte die Collane des Annunziaten-Ordens.
Thaon di Revel war seit 1897 Mitglied der Società Geografica Italiana, der er von 1921 bis 1923 vorsaß. Seit 1919 war er auch Ehrenmitglied der Accademia Nazionale dei Lincei. Er war als Freimaurer Mitglied (33. Grad) der Loge Gran Loggia d'Italia degli Alam, die 1908 den Grande Oriente d’Italia verlassen hatte. 1936 zog sich Thaon di Revel aus der Politik weitgehend zurück und wirkte nur noch als Berater am Hof des Königs. Von dort aus leistete der Großadmiral einen Beitrag zur Absetzung Mussolinis am 25. Juli 1943. Vom 28. Juli 1943 bis zum 20. Juli 1944 war Thaon di Revel Präsident des Senats.
Thaon di Revel starb 1948 in Rom. Sein Grab befindet sich in der Kirche Santa Maria degli Angeli in Rom, daneben ist der Marschall von Italien Armando Diaz bestattet.
Nach Paolo Thaon di Revel wurde 2019 die Thaon-di-Revel-Klasse und deren Typschiff benannt, mit der die italienische Marine einen Mehrzweckschiffstyp mit breitem Einsatzspektrum erhält.